# Елвис Ману
Елвис Ману (на английски: Elvis Kofi Okyere Wiafe Manu) е роден в Нидерландия ганайски професионален футболист, нападател, състезател на тима от българската Първа лига Ботев Пловдив.
Ману е част от националните гарнитури на Холандия от U16 до възрастовата група U21. На 24 юни 2015 г. обаче той избира да се състезава с екипа на Националния отбор по футбол на Гана поради факта, че има двойно гражданство, а произходът му е от Гана.